# Piper cajamarcanum
Piper cajamarcanum är en pepparväxtart som beskrevs av Truman George Yuncker. Piper cajamarcanum ingår i släktet Piper och familjen pepparväxter. Inga underarter finns listade i Catalogue of Life.